# Citromfű
A citromfű (Melissa officinalis), az árvacsalánfélék (Lamiaceae) családjába tartozó, kellemes, citromra emlékeztető illatú, fehér virágú, évelő növény. A Közel-Keletről származik, a mediterrán éghajlatot kedveli. Vadon csak szórványosan fordul elő, de kertekben sokfelé megtalálható. Népies nevei: orvosi citromfű, citromszagú melissza, méhfű, mézfű, igaz nádrafű, macskaméz, mézmenta, mézelke.
Drogként hajtásait (Melissae herba) és levelét (Melissae folium) szedik, a leveleket virágzása kezdetén, július-augusztus hónapokban.

## Elnevezése
A növény latin neve, Melissa görög eredetű női név, jelentése: „mézelő méh”. A növény virágaiban ugyanis különösen sok a nektár, ezért a méhek fölöttébb kedvelik, amint erről már idősebb Plinius római író-polihisztor is beszámol.
A citromfű összetett névalak első írásos említése 1775-re datálható, amikor Csapó József debreceni főorvos elsősorban gyógyászati célokat szolgáló füveskönyvében, az Új füves és virágos magyar kertben czitrom-fü alakban szerepel.
Az összetett szó előtagja a latin citrum (citromfa, tujafa, életfa), vagy a középkori latin citrum (citromfa, ennek gyümölcse) átvétele. A fű utótag magyarázó szerepűnek tekinthető. A névadás alapját Barra István Növénytan című művében említik először: „nyers füve [...] czitrom szagu, melly szag száraz állapotban erőssebb”

## Elterjedése
Dél-Európában a görögök terjesztették el, a méhcsaládok kirajzásának megakadályozására használták. Nyugat-európai kolostorkertjeikbe a Benedek-rendi szerzetesek vitték át, miután a 9. században áthozták az Alpokon.
Nagy Károly császár 810 táján rendeletben (Capitulare de villis) írta elő termesztését. Nyugat-Európában csak az ültetvényeken található; Magyarországon és Észak-Amerika egyes részein meg is honosodott.

## Felépítése, termesztése

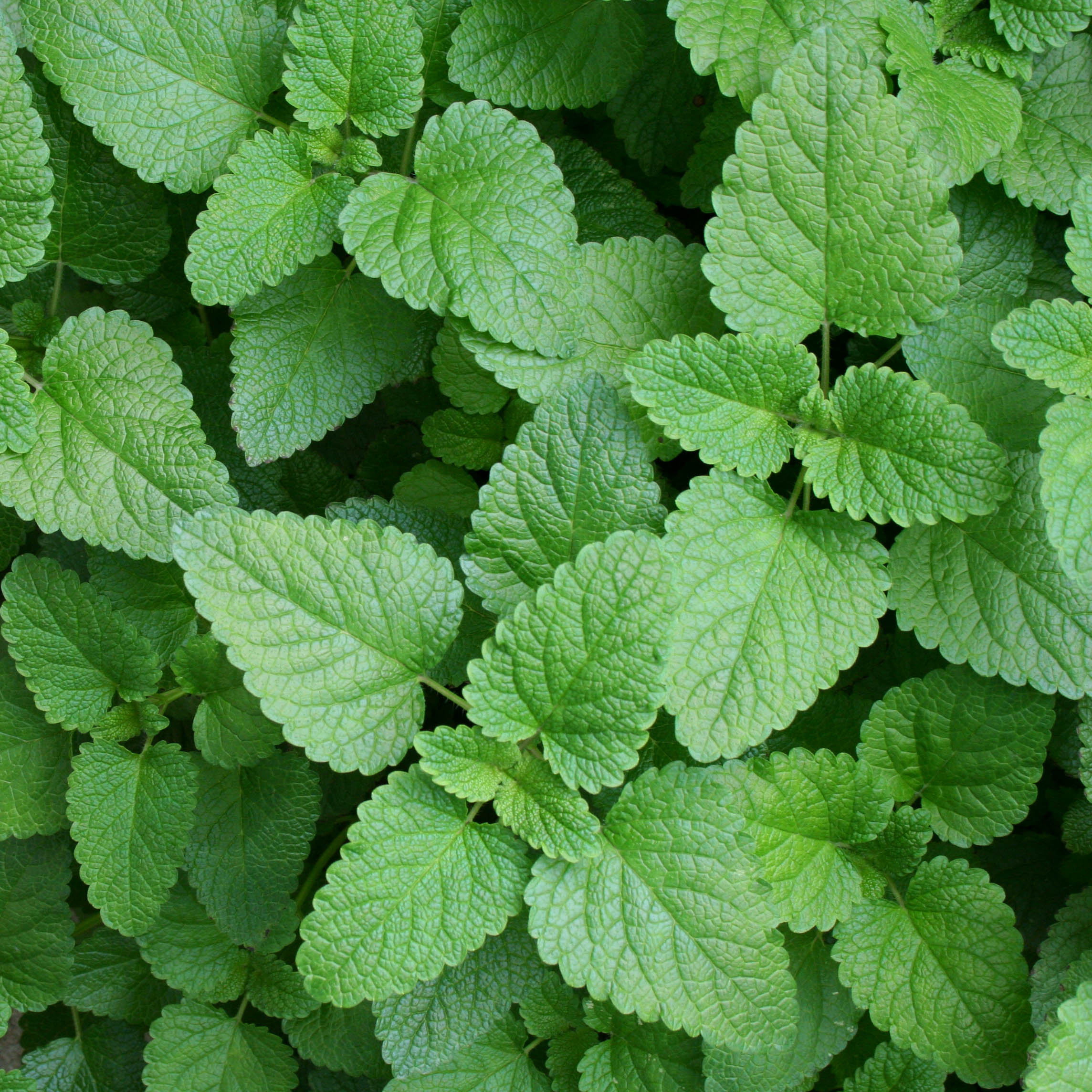
Citromfűlevelek

Magassága elérheti a 150 cm-t. Levelei tojásdad alakúak, enyhén csipkézettek, fűrészesek, citromillatúak. A levelek a négyélű száron keresztben átellenesen állnak. Apró, fehér vagy enyhén pirosas virágai tízesével-húszasával a levélhónaljakban nyílnak, július-augusztusban. A növényre jellemző a pelyhesség és a kissé bozontosan szőrös szár is.
Meleg, napos helyen érzi jól magát. Április elején magról vetik vagy májusban palántázzák. Cserépben, balkonládában is nevelhetjük, akár a konyhaablakban is. Magról zölddugványról vagy tőosztással szaporítják. Vetőmagszükséglet 300g/kh. Hozama 3-4q/kh száraz herba.

## Hatóanyagai
A citromfű leveleinek hatóanyagai az illóolajok (citronellál, citrál), a cseranyagok, a flavonoidok, a kávésav, a gyanta és a szaponin.

## Felhasználása

### Alkalmazása – gyógynövényként

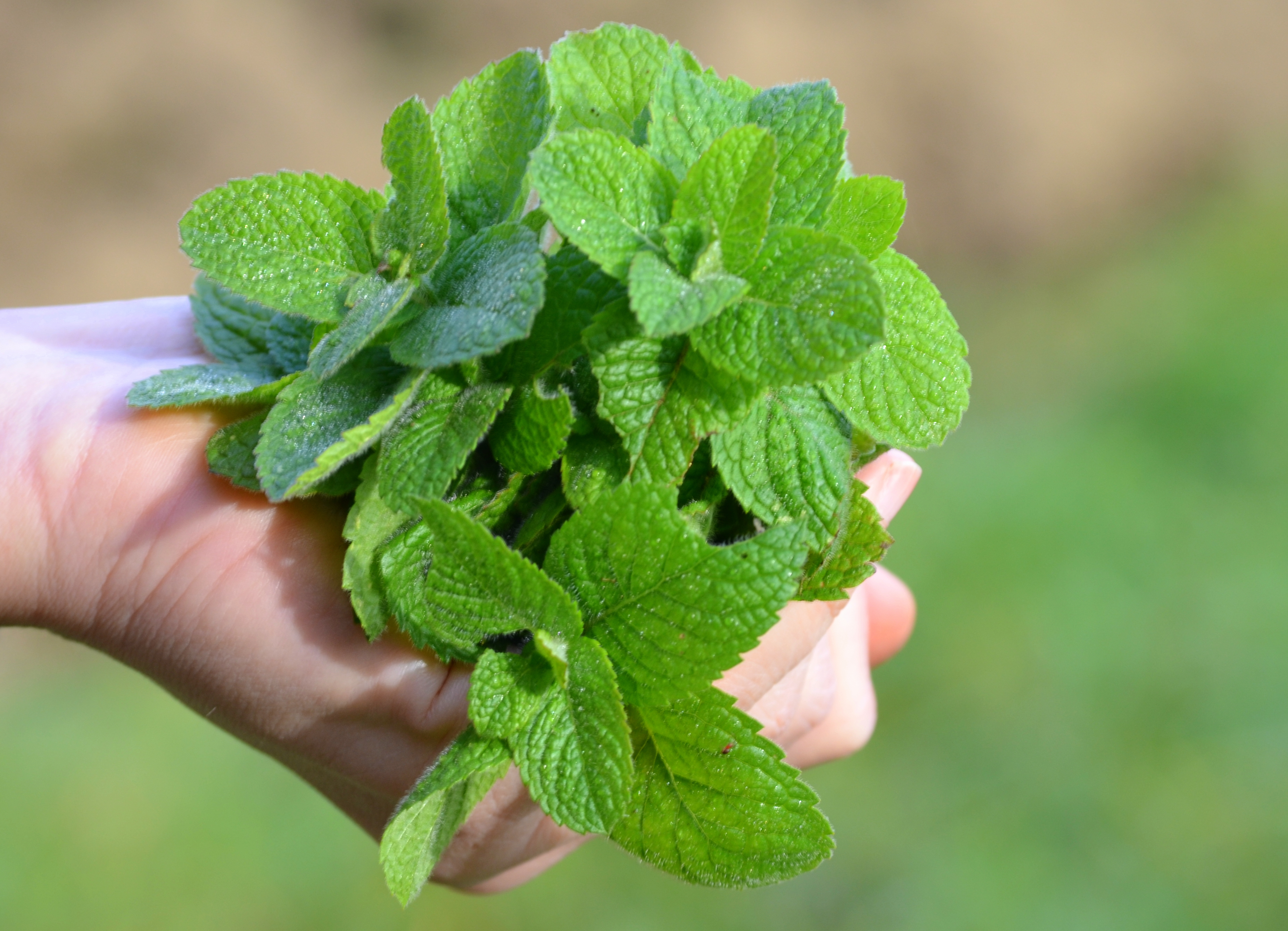

Vírusölő tulajdonsága miatt a belőle készített krém jól alkalmazható az ajakherpesz (Herpes simplex) helyi kezelésére. Teája és illóolaja is ideg- és szívnyugtató, görcsoldó. Serkenti az emésztést, és gyakran alkalmazzák fejfájás, álmatlanság, alvászavarok esetén is. Enyhíti az idegességet, így idegerősítőként kiváló gyógynövény. Szerepe van a depresszió oldásában is. Gyomorhurut, gyomorsavtúltengés, hányinger, puffadások idején különösen jó a citromfű. Izzasztó, szélhajtó, epeműködést serkentő hatása is ismert. Emellett javítja az emésztést, csökkenti a vérnyomást és a fejfájást és általános görcsoldó szer.
A bencés szerzetesek a kolostorokban a „szellemi”, azaz röviditalokba gyakran tettek citromfüvet. 1826-ban a „karmelita szellemből” aztán Marie Clementine Martin karmelita nővér állította elő a Klosterfrau Melissengeist nevű gyógynövénytinktúrát.
A karmelitavíz néven ismert „csodaszernek”, amit a svájci Paracelsus készített el elsőként, egyik fő hatóanyaga volt.
Virágaiból citromfűolajat (Aetheroleum melissae) desztillálnak, amit az illatszeripar is felhasznál különböző parfümök alkotórészeként. A rándulások gyógyítására használt ún. lóbalzsamnak is alkotóeleme.
Mivel távol tartja a szúnyogokat, nyári estéken érdemes virágcserépben az ablakba helyezni.

### Alkalmazása – fűszerként
| Virága | Felhasználása szappanként és teaként |
| ------ | ------------------------------------ |
|        |                                      |
|        |                                      |

A citrom illatára emlékeztető friss levelét saláták, mártások, főzelékek, töltelékek, gyümölcslevesek, gyümölcssaláták,  gomba-, hal-, szárnyas- és vadételek, hidegtálak, fűszerecetek ízesítésére használjuk. Kiváló desszertek, valamint limonádé, sörbet, tea, vermut és vaníliapuding díszítésére és ízesítésére is. 2015-ben az év fagylaltja  díjat a citromfű fagylalt kapta.

## Kapcsolódó szócikk
- Citromfűolaj